# Composition B
Composition B (rzadziej stosowana nazwa Cyclotol) – amerykański kruszący materiał wybuchowy, mieszanina 64% heksogenu i 36% trotylu. Stosowany do elaboracji pocisków artyleryjskich, głowic pocisków rakietowych, bomb, granatów i min.
Właściwości:
- prędkość detonacji - 7840 m/s (przy gęstości 1,68 g/cm³)
- ciepło wybuchu - 5190 kJ/kg